# 宝光塔
宝光塔，俗称“粉塔”，是位于广东省高州市的一座八角九层楼阁式砖塔，也是高州的地标性建筑，与城东文光塔（文笔塔）、城北艮塔并称“高州三塔”。该塔沿鉴江而立，建于明万历四年（1576年），通高65.8米，是广东省内最高的楼阁式塔，1989年被列为广东省文物保护单位，2019年被列为全国重点文物保护单位。

## 历史
据《茂名县志》记载，宝光塔建造于明朝万历四年（1576年），由时任高州知府张邦伊倡建，建于鉴江西岸，“以镇郡城水口”、平息水患，为此耗费十三万两白银。民间相传建塔时有百人干活，但只有九十九人吃饭，仿佛有天神相助才完成此艰巨工程。清朝咸丰六年（1859年）洪水曾冲坏塔基底部，咸丰九年（1859年）重修，加固塔基，修护堤坝。塔下建有高州四大名寺之一的发祥寺，香火鼎盛一时，唯1930年代后被毁。1964年秋，县政府拨出专款加固塔内阶梯。1993年春，市政府在广东省文物管理委员会的支持下，拨出20多万元，对宝光塔进行全面维修，并将塔下空地开辟为宝光公园。2018年春节前，市政府实施宝光塔亮化工程，为塔身加装LED灯照明。

## 结构
该塔为八角九层楼阁式砖塔，通高65.8米，最高处为八角攒尖顶，上置须弥座式刹座、铸铁覆盆、倒莲、宝珠和铜铸宝葫芦组成的葫芦式塔刹。底层边长5.72米，塔身由附近乡民专门烧制的青砖混合糖灰砌筑，塔基为须弥座，底座直径11米，高2.3米。束腰部分各面均嵌有3幅花岗岩浮雕，合共23幅，每幅浮雕长1.45米，高0.55米，两幅浮雕之间用镶嵌的一块竹节形石浮雕相隔，浮雕内容分别有吉祥富贵、双凤朝阳、鹏程万里、鱼跃龙门，还有独具特色的高州香蕉图案等，东南北角固一尊双手托塔的大力士石雕像。入口为仿木结构四柱三间三楼牌楼式塔门，用砖雕图案装饰，门额上方用砖雕阴文横书塔名“宝光塔”，塔名右上方有两行竖书阴文款，落款分别为“分守岭西道政朱东光”和“参政徐大任”，塔名左下方有阴文竖书落款“万历丙子仲春建”。塔门两旁有砖雕对联一副：“鉴水左旋，笔峰耸翠；榜山右挂，雁塔题名。”。
塔身结构为壁内折上式，每层四角内设佛像神龛一座，其中底层为护塔大佛像，其余各层为小佛像。塔内建有螺旋形砖级，每层设四面真门、四面假门，两两相对，越往上梯步越陡越窄，到第八层梯步宽度不足40公分，第九层则仅容身材瘦小的人勉强通过，游客可拾级而上登至塔顶，俯瞰全城。近年出于文物保养及游客安全考虑，管理方已禁止游客进入塔内游览。

## 图集

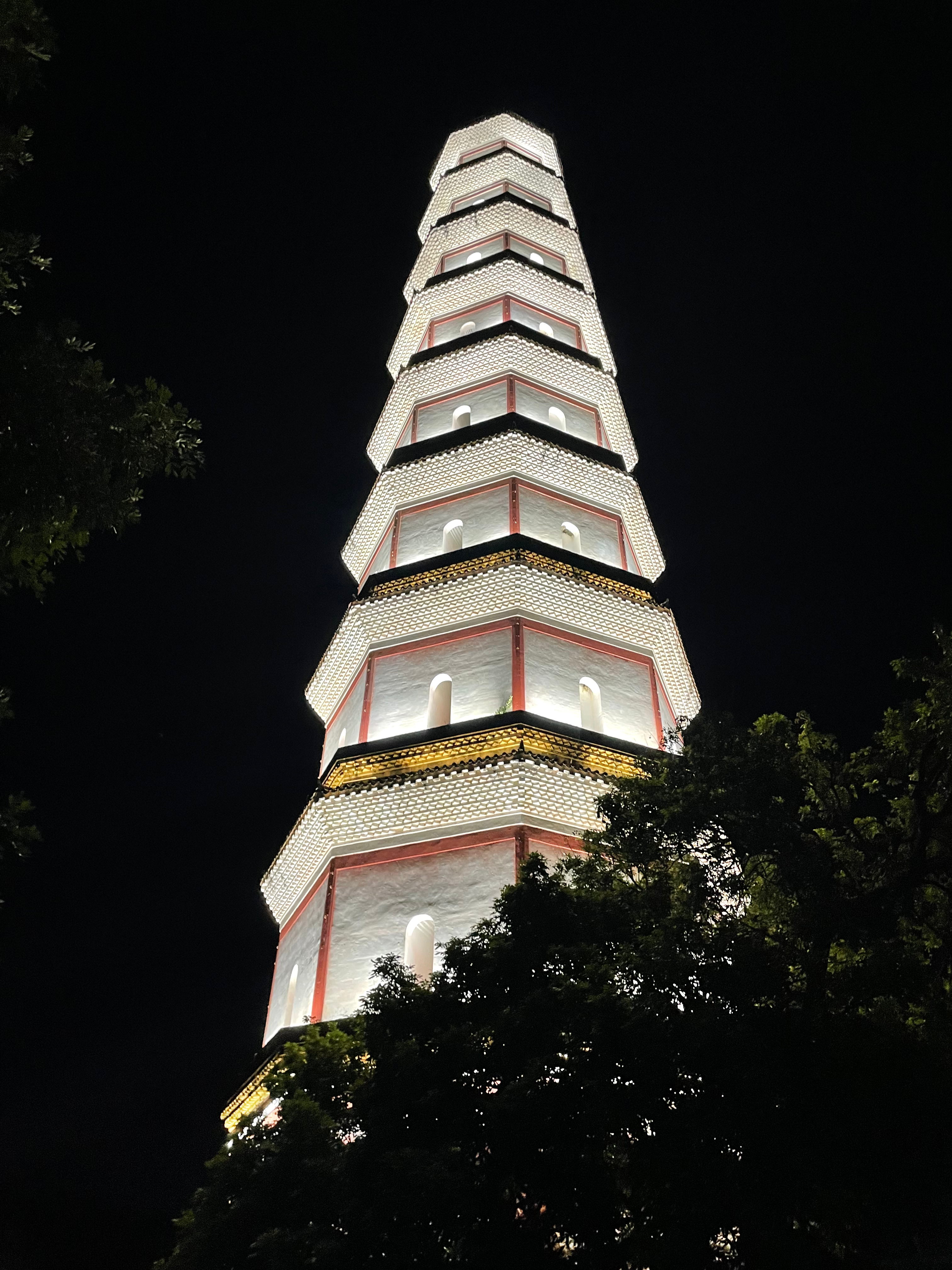
宝光塔夜景
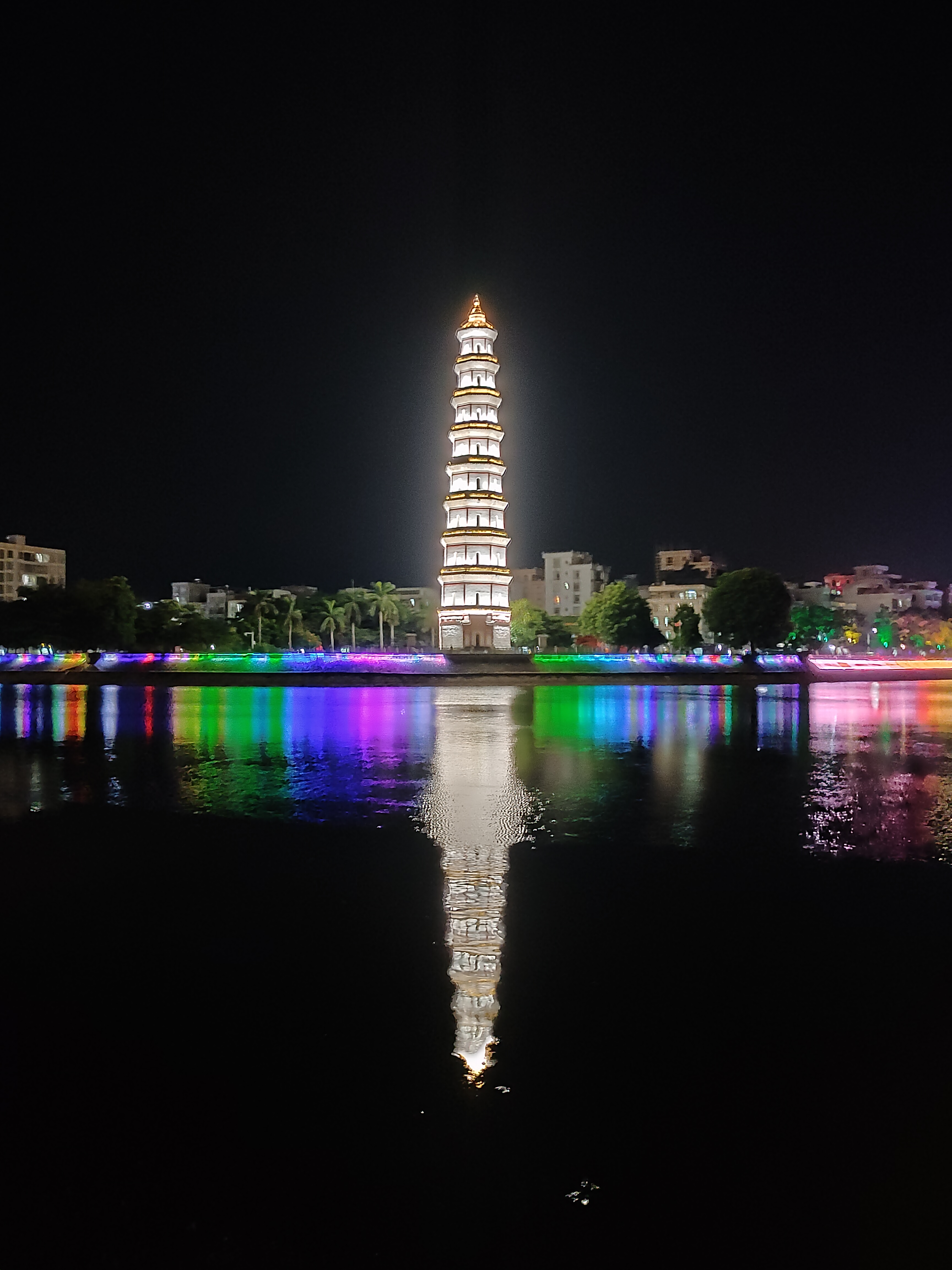
宝光塔夜景
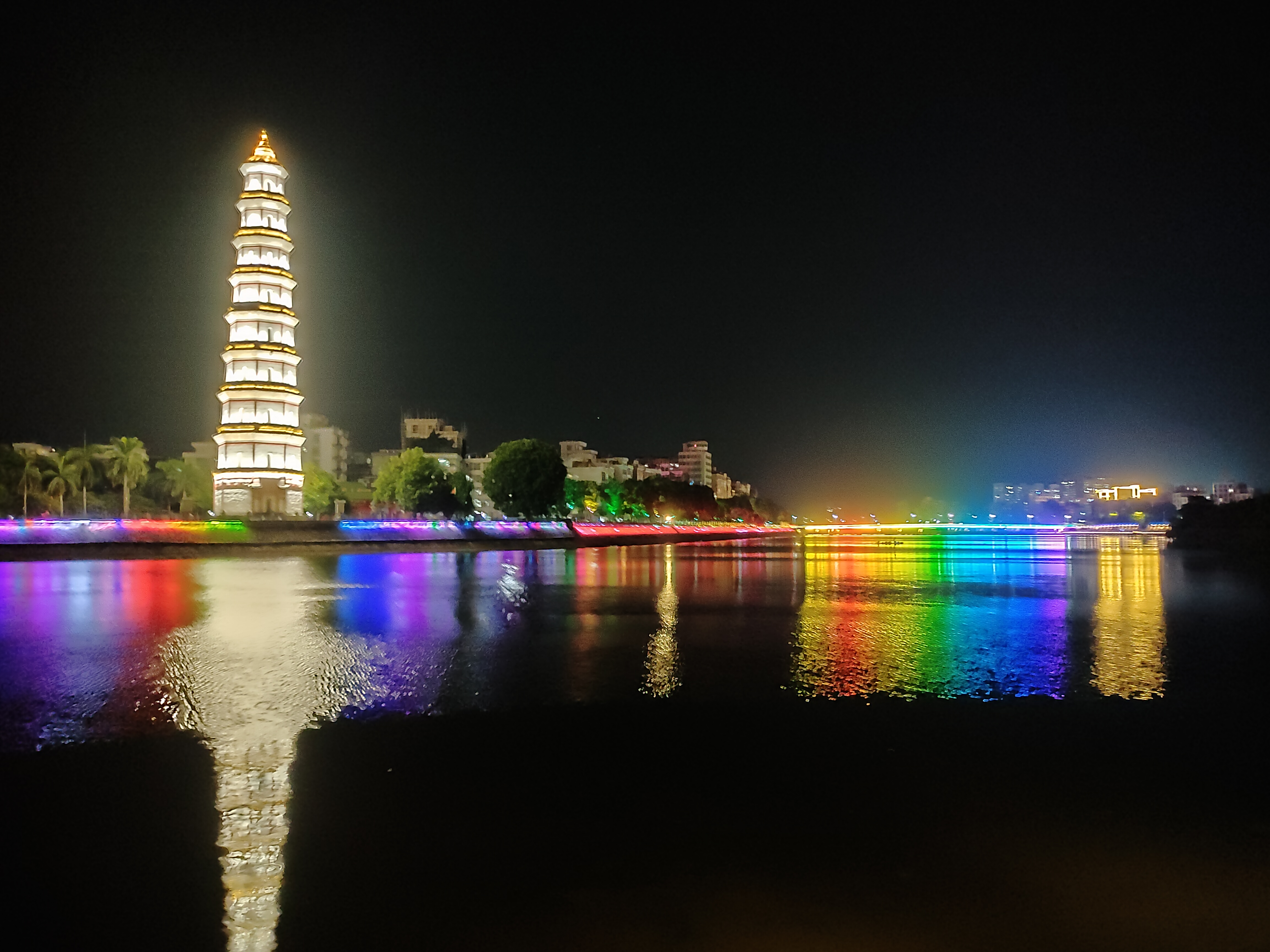
宝光塔夜景
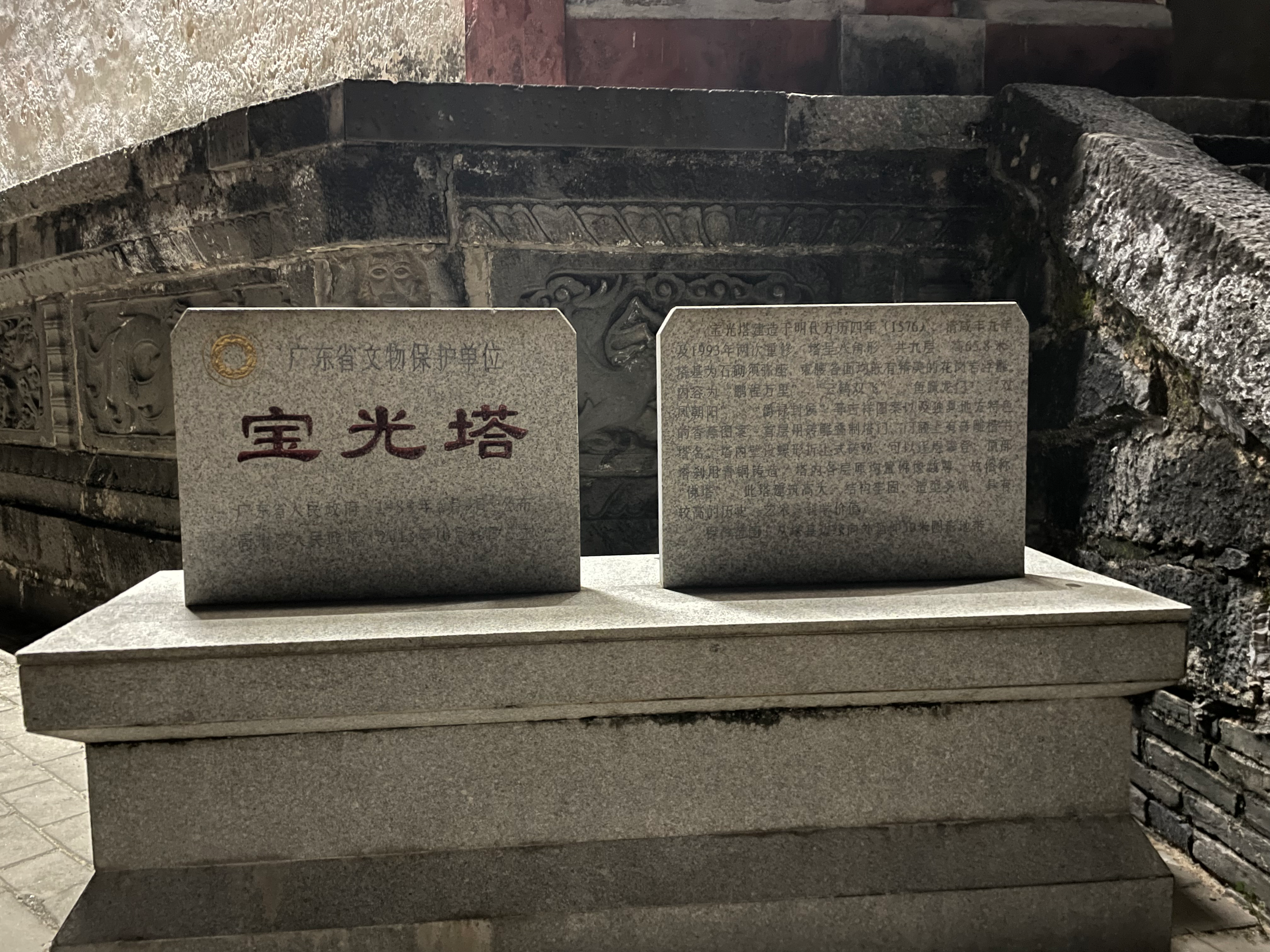
宝光塔文保碑